# Patrick (film, 2013)
Pour les articles homonymes, voir Patrick.
Pour plus de détails, voir Fiche technique et Distribution.
Patrick est un film d'horreur australien réalisé par Mark Hartley, sorti en 2013. Il s'agit d'un remake du film original éponyme de Richard Franklin sorti en 1978.

## Synopsis
Depuis qu'il a assassiné sa mère et son amant, Patrick est plongé dans le coma et hospitalisé dans la chambre 15 d'une clinique psychiatrique installée dans un ancien couvent. Le docteur Roget, qui dirige l'établissement, secondé par sa fille, effectue sur lui des expériences sur les limites de la vie et de la mort, en utilisant une méthode pionnière de neurostimulation. Kathy Jacquar, une jeune infirmière, est engagée par le docteur pour s'occuper du patient. Elle découvre que ce dernier peut communiquer avec le monde des vivants en transférant ses pensées sur un ordinateur.

## Fiche technique
Sauf indication contraire, les informations mentionnées dans cette section peuvent être confirmées par la base de données cinématographiques IMDb,  présente dans la section « Liens externes ».
- Titre original et français : Patrick
- Réalisation : Mark Hartley
- Scénario : Justin King
- Décors : Sean Dennis
- Costumes : Aphrodite Kondos
- Photographie : Garry Richards
- Montage : Jane Moran
- Musique : Pino Donaggio
- Production : Antony I. Ginnane
- Sociétés de distribution : Umbrella Entertainment.
- Budget :
- Pays d'origine :  Australie
- Langue originale : anglais
- Format :
- Genres : horreur, science-fiction
- Durée : 96 minutes
- Dates de sortie :
  - Australie : 27 juillet 2013 (Festival international du film de Melbourne)
  - France : 17 mars 2015 (DVD)

## Distribution
- Jackson Gallagher (en) : Patrick
- Sharni Vinson : Kathy Jacquard
- Charles Dance : le docteur Roget
- Rachel Griffiths : l'infirmière en chef (en) Cassidy
- Peta Sergeant : l'infirmière Williams
- Eliza Taylor : l'infirmière Panicale
- Martin Crewes (en) : le docteur Brian Wright
- Damon Gameau : Ed Penhaligon (nom clin d'oeil à Susan Penhaligon, actrice principale du film original)
- Simone Buchanan : la mère de Patrick
- Chris Fortuna : Fraser

Avec aussi quelques cameos des acteurs du film original :
- Rod Mullinar : Morris
- Maria Mercedes (en) : la médecin d'Ed
- Carole-Ann Aylett : la barmaid